# Tincques
Tincques est une commune française située dans le département du Pas-de-Calais en région Hauts-de-France.
La commune fait partie de la communauté de communes des Campagnes de l'Artois qui regroupe 96 communes et compte 33 141 habitants en 2021.

## Géographie

### Localisation
Localisée dans le sud-est du département du Pas-de-Calais,dans l'Artois, Tincques est une commune drainée par la Scarpe et située, à vol d'oiseau, à 11 km à l'est de la commune de Saint-Pol-sur-Ternoise et à 21 km au nord-ouest de la commune d’Arras (aire d'attraction, chef-lieu d'arrondissement et préfecture du Pas-de-Calais).
Le territoire de la commune est limitrophe de ceux de six communes.
Les communes limitrophes sont Chelers, Averdoingt, Bailleul-aux-Cornailles, Berles-Monchel, Penin et Villers-Brûlin.

### Géologie et relief
La superficie de la commune est de 10,68 km2 ; son altitude varie de 107  à   148 mètres.

### Hydrographie
Le territoire de la commune est situé dans le bassin Artois-Picardie.
C'est dans la commune que la rivière Scarpe, cours d'eau naturel non navigable de 26,8 km, prend sa source et se jette dans la Scarpe canalisée au niveau de la commune de Saint-Nicolas.

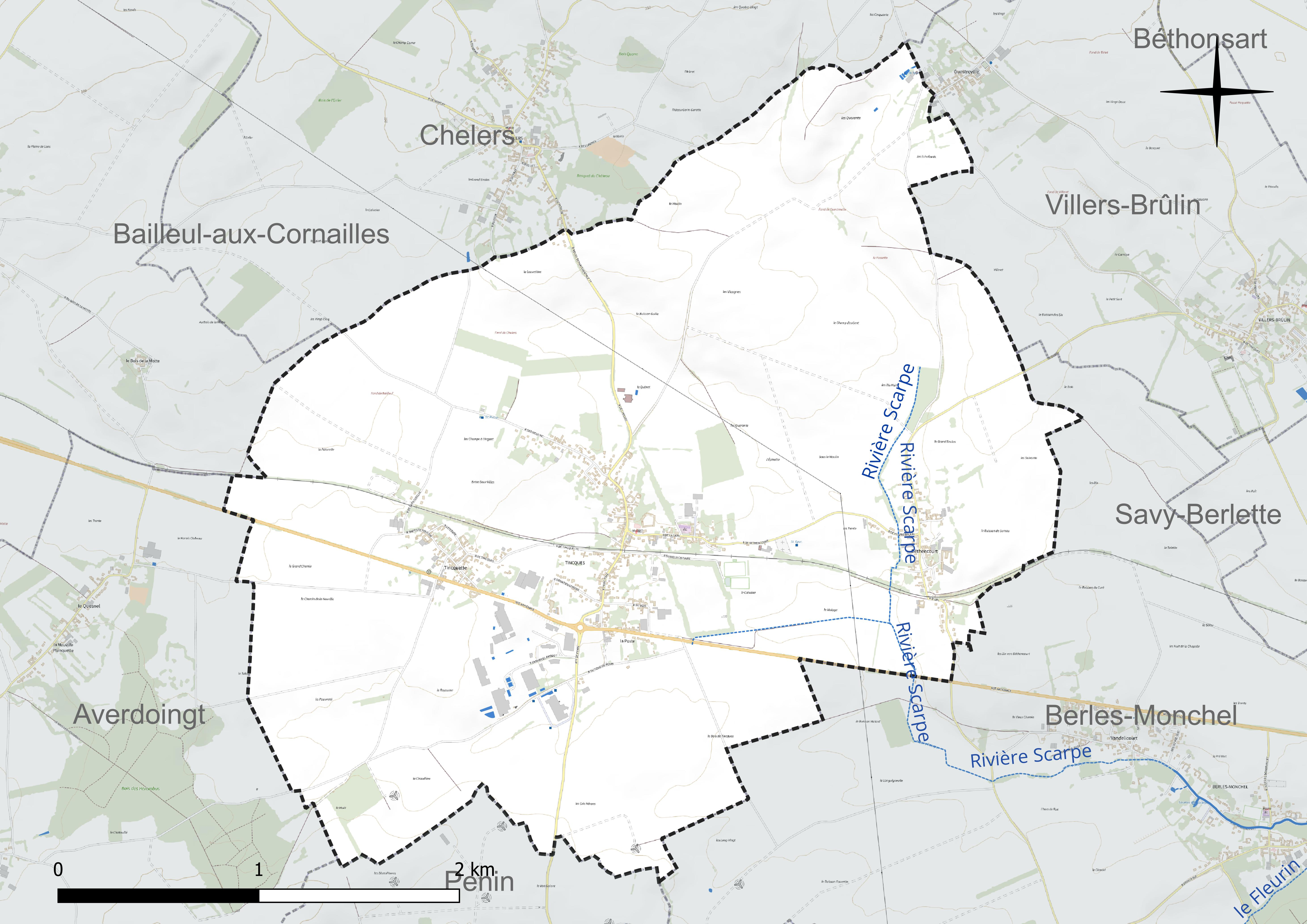
Réseau hydrographique de Tincques.

### Climat
Pour des articles plus généraux, voir Climat des Hauts-de-France et Climat du Nord-Pas-de-Calais.
En 2010, le climat de la commune est de type climat océanique dégradé des plaines du Centre et du Nord, selon une étude du CNRS s'appuyant sur une série de données couvrant la période 1971-2000. En 2020, Météo-France publie une typologie des climats de la France métropolitaine dans laquelle la commune est exposée à un climat océanique et est dans la région climatique Côtes de la Manche orientale, caractérisée par un faible ensoleillement (1 550 h/an) ; forte humidité de l’air (plus de 20 h/jour avec humidité relative > 80 % en hiver), vents forts fréquents.
Pour la période 1971-2000, la température annuelle moyenne est de 10,1 °C, avec une amplitude thermique annuelle de 14 °C. Le cumul annuel moyen de précipitations est de 844 mm, avec 12,3 jours de précipitations en janvier et 9,2 jours en juillet. Pour la période 1991-2020, la température moyenne annuelle observée sur la station météorologique la plus proche, située sur la commune de Saulty à 16 km à vol d'oiseau, est de 10,4 °C et le cumul annuel moyen de précipitations est de 899,7 mm,. Pour l'avenir, les paramètres climatiques de la commune estimés pour 2050 selon différents scénarios d'émission de gaz à effet de serre sont consultables sur un site dédié publié par Météo-France en novembre 2022.

### Milieux naturels et biodiversité

#### Inventaire national du patrimoine géologique
Sur le territoire de la commune se trouvent les affleurements de nappe dans l'Artois à l'origine de l'Aa, de la Canche, de la Scarpe qui sont inscrits à l'inventaire national du patrimoine géologique. Les sources sont identifiables par la présence de zones humides.

## Urbanisme

### Typologie
Au 1er janvier 2024, Tincques est catégorisée commune rurale à habitat dispersé, selon la nouvelle grille communale de densité à sept niveaux définie par l'Insee en 2022.
Elle est située hors unité urbaine. Par ailleurs la commune fait partie de l'aire d'attraction d'Arras, dont elle est une commune de la couronne,. Cette aire, qui regroupe 163 communes, est catégorisée dans les aires de 50 000 à moins de 200 000 habitants,.

### Occupation des sols
L'occupation des sols de la commune, telle qu'elle ressort de la base de données européenne d’occupation biophysique des sols Corine Land Cover (CLC), est marquée par l'importance des territoires agricoles (88,4 % en 2018), en diminution par rapport à 1990 (92,6 %). La répartition détaillée en 2018 est la suivante : 
terres arables (85,2 %), zones urbanisées (11,6 %), prairies (2,1 %), zones agricoles hétérogènes (1,1 %). L'évolution de l’occupation des sols de la commune et de ses infrastructures peut être observée sur les différentes représentations cartographiques du territoire : la carte de Cassini (XVIIIe siècle), la carte d'état-major (1820-1866) et les cartes ou photos aériennes de l'IGN pour la période actuelle (1950 à aujourd'hui).

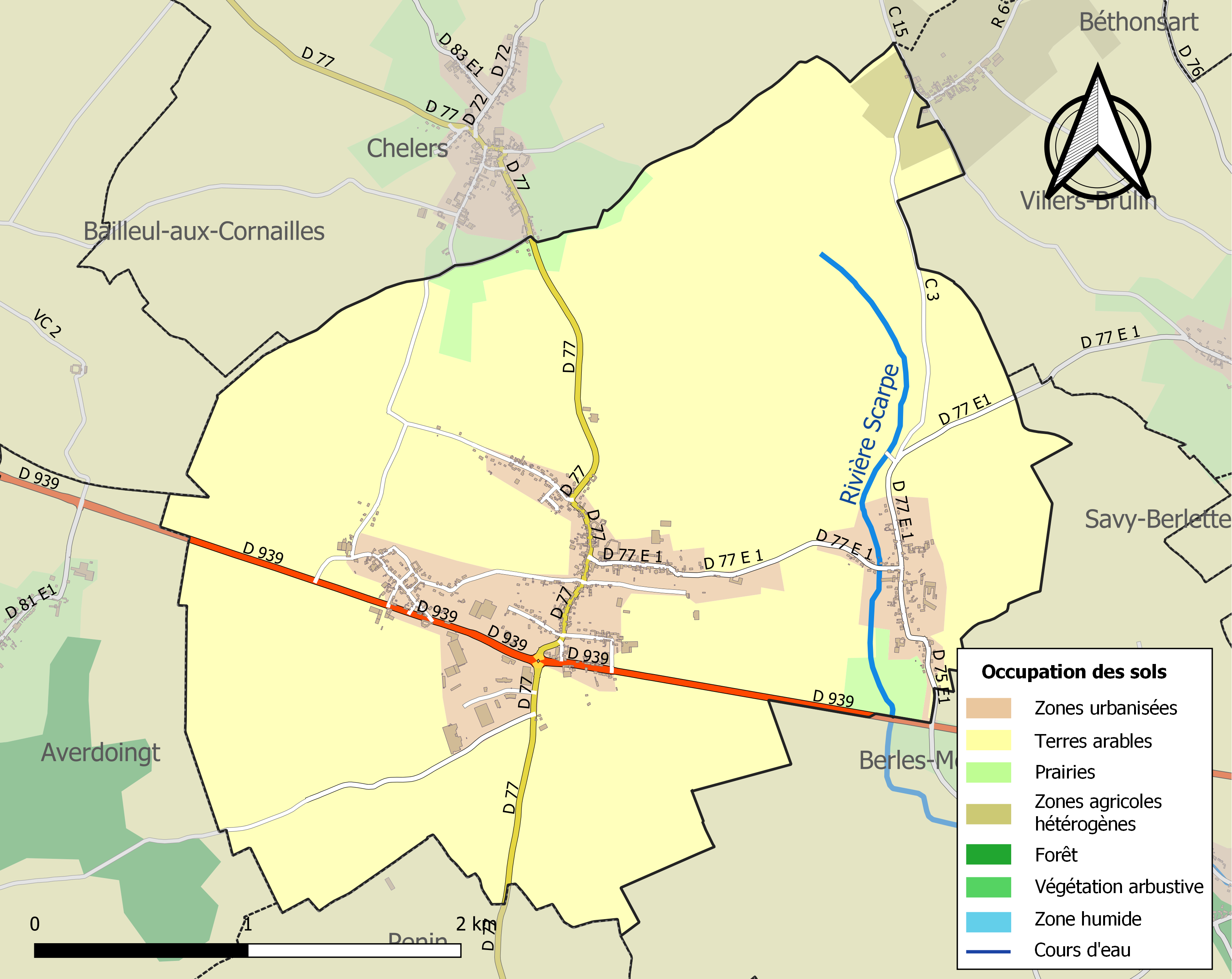
Carte des infrastructures et de l'occupation des sols de la commune en 2018 (CLC).

### Lieux-dits, hameaux et écarts
La commune possède également deux hameaux : Béthencourt et Tincquette.

### Voies de communication et transports
la commune est traversée par la RD 939 et dispose de la gare de Tincques sur la ligne d'Arras à Saint-Pol-sur-Ternoise.

## Toponymie
Le nom de la localité est attesté sous les formes Tenques vers 1170 ; Tinques en 1208 ; Tenqs au XIIIe siècle ; Tenkes en 1296 ; Tenqueus au XIIIe siècle ; Tencques au XVIIIe siècle; Tinquet et dépendances en 1793 ; Trucques et Tincques depuis 1801.
La commune absorbe, entre 1790 et 1794, Béthencourt et Tincquette.

## Histoire
Baudouin de Tincques et Hugues de Tincques (Hugues vers 1146-1150) étaient pairs du château d'Aubigny-en-Artois.
En 1378, le 28 avril, Olivier I de Mauny est cité avec Colart de Tanques (Tincques), maître de l'écurie du roi de 1376 à 1397, dans un mandement de Charles V.
Selon l'ouvrage de René de Belleval, Pierre de Tencques fut au nombre des princes, seigneurs et chevaliers français tués lors de la bataille d'Azincourt qui eut lieu en 1415. Pierre de Tencques, dit Sarrazin, neveu de Colart de Tencques, grand-écuyer de France, plaidait contre Béatrix de Châtillon, veuve de son oncle en 1404. Il n'eut, dit-on, qu'une fille alliée à Malin de Caumesnil, dit Payen, dont elle était veuve en 1423. Pierre était issu d'une famille d'Artois qui portait jadis des armes parlantes: "d'or à 2 tanches de gueules mises en pal" (ce qui semble faire référence aux armoiries communales de Tincques), mais qui avait adopté dès le XIVe siècle un écu: "d'azur à 3 aigles d'or".
Le 5 mars 1614, sont données à Bruxelles des lettres de chevalerie pour Jean Desplancques, écuyer, seigneur d'Hesdigneul, Tincque, Tinquette, Espreaux, Estrées, Cauchy (Estrée-Cauchy?) et Izelles-les-Avesnes, époux d'une demoiselle Hybert La Motte. Il est le fils de Pierre Desplancques et le petit-fils de Michel Desplancques, tous deux chevaliers. Les trois ont servi militairement leur roi.

## Politique et administration

### Découpage territorial
La commune se trouve dans l'arrondissement d'Arras du département du Pas-de-Calais.

#### Commune et intercommunalités
La commune est membre de la communauté de communes des Campagnes de l'Artois.

#### Circonscriptions administratives
La commune est rattachée au canton d'Avesnes-le-Comte.

#### Circonscriptions électorales
Pour l'élection des députés, la commune fait partie de la première circonscription du Pas-de-Calais.

### Élections municipales et communautaires

#### Liste des maires
| Période                                  | Période                    | Identité         | Étiquette                 | Qualité |
| ---------------------------------------- | -------------------------- | ---------------- | ------------------------- | --- |
| Les données manquantes sont à compléter. |                            |                  |                           | |
| ?                                        | mai 1929                   | Alexandre Delaby |                           | |
| mai 1929                                 | octobre 1934               | Edmond Théret    | Rad.ind.                  | Médecin Sénateur du Pas-de-Calais (1924 → 1934) Conseiller général d'Aubigny-en-Artois (1908 → 1934) Décédé en fonction                          |
| 1934                                     | février 1957               | Désiré Duez      | Conservateur              | |
| février 1957                             | mars 1971                  | Maurice Delory   | RPF puis UNR-UDT puis UDR | Cultivateur, marchand de grains et engrais Député du Pas-de-Calais (3e circ.) (1962 → 1967) Conseiller général d'Aubigny-en-Artois (1951 → 1970) |
| mars 1971                                | mars 1983                  | Hector Laigle    |                           | Cultivateur |
| mars 1983                                | mars 2001                  | Michel Leleu     | PS                        | Cultivateur |
| mars 2001                                | mars 2008                  | Jacques Théret   | PS                        | |
| mars 2008                                | octobre 2016               | Gilbert Dartois  | UMP                       | Agriculteur retraité Réélu pour le mandat 2014-2020 Démissionnaire pour raisons de santé, décédé le 26 mai 2017,                                 |
| octobre 2016                             | En cours (au 7 avril 2022) | Jacques Thellier |                           | Ancien cadre Réélu pour le mandat 2020-2026, |

## Population et société

### Démographie

#### Évolution démographique
L'évolution du nombre d'habitants est connue à travers les recensements de la population effectués dans la commune depuis 1793. Pour les communes de moins de 10 000 habitants, une enquête de recensement portant sur toute la population est réalisée tous les cinq ans, les populations de référence des années intermédiaires étant quant à elles estimées par interpolation ou extrapolation. Pour la commune, le premier recensement exhaustif entrant dans le cadre du nouveau dispositif a été réalisé en 2005.

En 2022, la commune comptait 808 habitants, en évolution de −2,88 % par rapport à 2016 (Pas-de-Calais : −0,72 %, France hors Mayotte : +2,11 %).
| 1793 | 1800 | 1806 | 1821 | 1831 | 1836 | 1841 | 1846 | 1851 |
| ---- | ---- | ---- | ---- | ---- | ---- | ---- | ---- | ---- |
| 745  | 567  | 740  | 655  | 693  | 690  | 715  | 727  | 743  |

| 1856 | 1861 | 1866 | 1872 | 1876 | 1881 | 1886 | 1891 | 1896 |
| ---- | ---- | ---- | ---- | ---- | ---- | ---- | ---- | ---- |
| 778  | 776  | 779  | 733  | 763  | 778  | 754  | 695  | 734  |

| 1901 | 1906 | 1911 | 1921 | 1926 | 1931 | 1936 | 1946 | 1954 |
| ---- | ---- | ---- | ---- | ---- | ---- | ---- | ---- | ---- |
| 767  | 748  | 727  | 731  | 650  | 629  | 658  | 683  | 671  |

| 1962 | 1968 | 1975 | 1982 | 1990 | 1999 | 2005 | 2006 | 2010 |
| ---- | ---- | ---- | ---- | ---- | ---- | ---- | ---- | ---- |
| 711  | 734  | 736  | 703  | 738  | 811  | 874  | 879  | 875  |

| 2015 | 2020 | 2022 | - | - | - | - | - | - |
| ---- | ---- | ---- | - | - | - | - | - | - |
| 838  | 811  | 808  | - | - | - | - | - | - |

#### Pyramide des âges
En 2018, le taux de personnes d'un âge inférieur à 30 ans s'élève à 33,3 %, soit en dessous de la moyenne départementale (36,7 %). À l'inverse, le taux de personnes d'âge supérieur à 60 ans est de 25,4 % la même année, alors qu'il est de 24,9 % au niveau départemental.
En 2018, la commune comptait 433 hommes pour 387 femmes, soit un taux de 52,80 % d'hommes, largement supérieur au taux départemental (48,50 %).
Les pyramides des âges de la commune et du département s'établissent comme suit.
| Hommes | Classe d’âge | Femmes |
| ------ | ------------ | ------ |
| 0,2    | 90 ou +      | 1,0    |
| 4,9    | 75-89 ans    | 7,6    |
| 20,3   | 60-74 ans    | 16,7   |
| 23,6   | 45-59 ans    | 23,0   |
| 16,8   | 30-44 ans    | 19,3   |
| 16,8   | 15-29 ans    | 17,0   |
| 17,3   | 0-14 ans     | 15,4   |

| Hommes | Classe d’âge | Femmes |
| ------ | ------------ | ------ |
| 0,5    | 90 ou +      | 1,6    |
| 5,6    | 75-89 ans    | 8,9    |
| 16,7   | 60-74 ans    | 18,1   |
| 20,2   | 45-59 ans    | 19,2   |
| 18,9   | 30-44 ans    | 18,1   |
| 18,2   | 15-29 ans    | 16,2   |
| 19,9   | 0-14 ans     | 17,9   |

## Culture locale et patrimoine

### Lieux et monuments
- L'église Saint-Hilaire, église fortifiée.

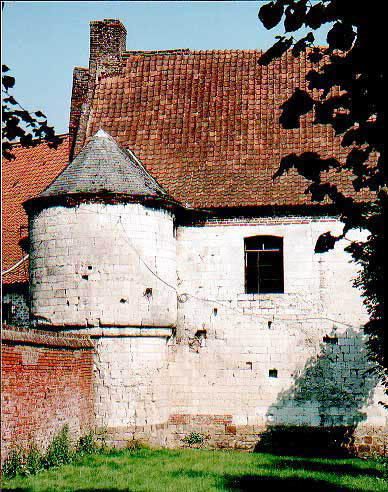

- La gare.
- La mairie.

### Héraldique
| Armes de Tincques | Les armes de Tincques se blasonnent ainsi : d'or aux trois tanches de gueules posées en pal. |

## Pour approfondir